# Sokka
Sokka là một nhân vật hư cấu trong loạt phim hoạt hình Avatar: The Last Airbender và phần tiếp theo The Legend of Korra, do Michael Dante DiMartino và Bryan Konietzko tạo ra.

## Tiểu sử
Sokka, 15 tuổi, là con trai của tộc trưởng Hakoda và Kya của Nam Thủy tộc. Sau khi mẹ qua đời và cha rời nhà đi chiến đấu, cậu được bà nội Kanna nuôi dưỡng, trở thành người lãnh đạo tạm thời của làng khi còn nhỏ tuổi.
Cùng với em gái Katara, Sokka phát hiện và giải cứu Aang – Avatar bị đóng băng nhiều năm. Dù không có khả năng ngự thuật, cậu sử dụng trí thông minh và kỹ năng chiến lược để hỗ trợ Aang trong nhiệm vụ chấm dứt chiến tranh. Cậu trở thành chiến lược gia chủ chốt của nhóm, hoạch định các kế hoạch quan trọng như “Ngày Nhật Thực”.

## Tính cách và kỹ năng
- Không ngự thuật: Thay vào đó, Sokka chuyên sử dụng vũ khí như boomerang, mã tấu và sau đó là kiếm làm từ thiên thạch.[5][6]
- Chiến lược gia tài ba: Cậu chứng minh bản thân qua tài năng lập kế hoạch và lãnh đạo.
- Hài hước & lý tính: Sokka cung cấp nhiều yếu tố giải trí và cân bằng cảm xúc cho nhóm.

- Tình yêu: Từng thích công chúa Yue của Bắc Thủy tộc, sau này hẹn hò với Suki – thủ lĩnh các chiến binh Kyoshi.

## Cuộc sống hậu chiến
Sau khi chiến tranh kết thúc, Sokka trở thành thủ lĩnh của Nam Thủy tộc. Trong The Legend of Korra, đoạn hồi ức tiết lộ cậu từng là đại diện Nam Thủy tộc tại, và là Chủ tịch Hội đồng Cộng hòa Liên bang.

## Diễn viên
| Phiên bản     | Diễn viên / Lồng tiếng       |
| ------------- | ---------------------------- |
| Hoạt hình     | Jack DeSena / Chris Hardwick |
| Điện ảnh 2010 | Jackson Rathbone             |
| Netflix 2024  | Ian Ousley                   |

## Đón nhận
Sokka được xem là hình mẫu “nhân vật phụ” nổi bật – không có ngự thuật nhưng đóng vai trò thiết yếu nhờ trí thông minh, chiến lược và sự hài hước. Cậu góp phần lớn đưa Avatar đi xa hơn giới hạn của một câu chuyện về các ngự thuật sư; đồng thời trở thành người lãnh đạo xuất sắc và giàu lòng yêu thương.